# Front de libération nationale kanak et socialiste
Pour les articles homonymes, voir Front de libération nationale.
Le Front de libération nationale kanak et socialiste (FLNKS) est un rassemblement de partis politiques de Nouvelle-Calédonie fondé lors du congrès de dissolution du Front indépendantiste du 22 au 24 septembre 1984.
Le FLNKS rassemble de 1989 jusqu'en 2024 quatre partis, l'Union calédonienne (UC) et le Rassemblement démocratique océanien (RDO), le Parti de libération kanak (Palika), l'Union progressiste en Mélanésie (UPM). Mais, suite à des divisions internes causées par les émeutes de 2024, le Palika et l'UPM (déjà unis depuis 1995 dans la coalition de l'Union nationale pour l'indépendance UNI) ont décidé de suspendre leur participation au Front à partir du 43e congrès du FLNKS tenu à Koumac du 30 août au 1er septembre 2024. En effet, ils contestent les décisions prises lors de ce congrès, à savoir le fait d'avoir élu Christian Tein à la présidence unitaire du Front, la reconnaissance de la Cellule de coordination des actions de terrain (CCAT) de Tein - accusée par l'État, les non-indépendantistes et l'UNI d'être responsable des émeutes - comme composante à part entière et « outil de mobilisation » sur le terrain et l'intégration dans le Front de sept autres formations indépendantistes : l’Union syndicale des travailleurs kanaks et des exploités (USTKE, qui avait déjà fait partie du FLNKS de 1984 à 1989) et son parti frère le Parti travailliste (PT), la Dynamique autochtone (DA, ancien LKS), la Dynamik unitaire Sud (DUS), le Mouvement des Océaniens indépendantistes (MOI), la Confédération nationale des travailleurs du Pacifique (CNTP) ainsi que la Nouvelle-Calédonie multiculturelle progressiste (NC-MCP) de la dissidente de L'Éveil océanien Maria Isabella Saliga-Lutovika,.
Roch Wamytan, membre de l'UC, est président du Congrès de la Nouvelle-Calédonie du 24 mai 2019 jusqu'au 29 août 2024.

## Historique

### Mouvement de la lutte pour l'IKS
Le Front de libération nationale kanak et socialiste nait à la suite du Congrès tenu à l'Océanic à Ducos (Nouméa) du 22 au 24 septembre 1984 entrainant en premier la dissolution du Front indépendantiste. Le parti est alors dirigé par Jean-Marie Tjibaou. Il se dote d'une charte fixant notamment l'objectif de ce nouveau mouvement : l'« indépendance kanak socialiste » (IKS).
Dans un premier temps, le FLNKS réunit l'Union calédonienne (UC) du député Rock Pidjot et de Jean-Marie Tjibaou, le Parti de libération kanak (Palika) , le Front uni de libération kanak (FULK) de Yann Céléné Uregeï, l'Union progressiste en Mélanésie (UPM) d'Edmond Nékiriaï et d'André Gopoea, le Parti socialiste calédonien (PSC) de Jacques Violette et l'Union syndicale des travailleurs kanaks et des exploités (USTKE) de Louis Kotra Uregei.
Le reste de l'année 1984 est marquée par deux événements pour le jeune parti. Tout d'abord, le 18 novembre marque le début de ce qui seront appelés les « Évènements » (l'opposition violente entre partisans et oppposants de l'indépendance dans les années 1980) par un boycott du parti des élections territoriales. Par la suite, le 1er décembre a lieu le Premier congrès du FNLKS  à La Conception (Mont-Dore). Lors de congrès, il est décidé la constitution d'un gouvernement provisoire de Kanaky, avec à sa tête Jean-Marie Tjibaou, et l'adoption du drapeau « Kanaky » comme emblème.
Le début d'année 1985 est marqué par deux autres congrès : l'un le 9 février et l'autre le 25-26 mai. Le 2e congrès se déroule à Nakéty (Canala) et c'est lors de celui-ci que le FLNKS précise son organisation en déclarant les Comités de lutte unitaires comme ses instances de base et rejette la proposition d'indépendance-association d'Edgard Pisani. Le 3e congrès a lieu à Hienghène. Celui-ci modère sa position par rapport à Nakéty. Il se dit « prêt à utiliser l'échéance des élections régionales », et donc à revenir dans les institutions officielles. Entre ces deux congrès il est d'abord décidé une sortie du système scolaire français avec la création des « Écoles populaires kanak » (EPK) avant que le FNLKS ne revienne dessus 3 mois plus tard sur cette décisions, laissant aux parents le libre choix entre EPK et écoles publiques ou privées du système français.
Le reste de l'année 1985 est marquée par une déclaration unilatérale d'indépendance par le FNLKS de la Nouvelle-Calédonie mais celle-ci n'est jamais effective tout comme l'adoption d'une constitution par le parti qui n'est pas appliquée. Malgré cette déclaration, le parti participe tout de même aux élections régionales du 29 septembre après l'adoption du statut Fabius-Pisani. Le FNLKS remporte trois des quatre régions créées, mais reste minoritaire à l'échelle du Territoire, la majorité étant détenue par les non-indépendantistes du Rassemblement pour la Calédonie dans la République (RPCR). Il est à noter que Jean-Marie Tjibaou est élu président de la Région Nord, Léopold Jorédié dans celle du Centre et Yeiwéné Yeiwéné dans les Îles Loyauté : ils sont tous les trois issus de l'UC.
Au cours de l'année suivante se tient le 15 août 1986, un nouveau congrès se tenant à Wé (Lifou). Durant ce congrès, est adopté une motion établissant que le FNLKS ne doit participer à un référendum d'autodétermination que si le scrutin est réservé au seul peupe kanak. Au cours de ce même congrès, l'UC obtient le maintien de l'organisation dans les institutions régionales, alors que les autres composantes souhaitaient revenir au boycott. Une victoire sur le plan international a lieu pour le front le 2 décembre de la même l'année. En effet, grâce au soutien des États membres du Forum des îles du Pacifique et des Pays non-alignés, le FLNKS obtient le vote par l'Assemblée générale des Nations unies (à la majorité des 3/5e de ses membres) de la résolution 41/41 A affirmant « le droit inaliénable du peuple de la Nouvelle-Calédonie à l’autodétermination et à l’indépendance » et inscrivant l'archipel sur la Liste des territoires non autonomes selon l'Organisation des Nations unies.
Les années 1987 et 1988 voient tout d'abord la tenue le 29 mai 1987, du 6e congrès du FNLKS à la tribu de Goa (Ponerihouen). Il y est décidé de boycotter le référendum d'autodétermination du 13 septembre suivant (avec refus par avance de tout statut qui serait adopté à la suite de cela) ainsi que les Jeux du Pacifique Sud devant avoir lieu du 8 au 20 décembre 1987 en Nouvelle-Calédonie, estimant que la nouvelle majorité nationale arrivée au pouvoir en 1986 (RPR-UDF) est trop favorable aux non-indépendantistes et n'a pas respecté les conditions fixées par les indépendantistes. Dans la poursuite d'une défense sur le plan international, Jean-Marie Tjibaou, au nom du FLNKS, dépose le 18 octobre 1987 à l'ONU un projet de Constitution pour la « République de Kanaky ». Enfin le 2 avril 1988, le FLNKS décide le « boycott actif » des institutions et élections créées par le statut Pons II à la suite du rejet de l'indépendance lors du référendum de 1987 (à 98,3 % des suffrages exprimés, mais avec une participation de 59,1 % des inscrits seulement du fait de l'abstention des indépendantistes).

### Des accords de Matignon-Oudinot à celui de Nouméa
- 26 juin 1988 : Jean-Marie Tjibaou, pour le FLNKS, et Jacques Lafleur, pour le RPCR, signent les accords de Matignon-Oudinot sous l'égide du Premier ministre de l'époque, Michel Rocard, après la catastrophe d'Ouvéa. Les deux camps acceptent d'arrêter leurs affrontements et d'organiser un nouveau référendum d'autodétermination, avec une restriction du corps électoral plus importante que celle de 1987 mais n'allant pas jusqu'à le limiter aux seuls Kanak, pour 1998.
- 4 mai 1989 : assassinat à Ouvéa de Jean-Marie Tjibaou et de son numéro deux Yeiwéné Yeiwéné par un militant extrémiste du FLNKS qui n'a pas accepté les accords.
- 11 juin 1989 : lors des premières élections provinciales, marquées par le deuil des morts de Tjibaou et Yeiwéné, le FLNKS remporte deux des trois nouvelles provinces créées par le statut des accords de Matignon : le Nord avec Léopold Jorédié (UC) et les Îles Loyauté avec Richard Kaloï (également UC). Il obtient sur l'ensemble du Territoire 28,65 % des suffrages et 19 des 54 sièges au Congrès, contre 44,46 % et 27 élus au RPCR de Jacques Lafleur qui a pour sa part gagné la Province Sud.
- 27 juillet 1989 : l'USTKE se détache totalement du Front au nom de la séparation entre politique et syndicalisme.
- 20 - 21 janvier 1990 : 9e congrès du FLNKS à Saint-Louis, sans le FULK qui s'est opposé aux accords de Matignon. Les discussions portent essentiellement sur l'assassinat de Jean-Marie Tjibaou et Yeiwéné Yeiwéné et sur leurs successions, avec le souci de maintenir l'unité de la coalition. Un poste de vice-président du Front est créé.
- 7-9 mars 1990 : le FLNKS devient membre à part entière du Groupe mélanésien Fer de lance.
- 24-25 mars 1990 : Convention du FLNKS à Nakéty (Canala) qui élit Paul Néaoutyine (Palika) à sa présidence et Roch Wamytan (UC) à la vice-présidence.
- 26 janvier 1992 : le FULK s'autodissout et se refonde sous le nom de Congrès populaire du peuple kanak (CPPK), qui ne fait plus partie du FLNKS.
- 6 février 1994 : lors de son 13e congrès, le FLNKS opte pour une « indépendance négociée » en 1998.
- 9 juillet 1995 : aux élections provinciales, les premières divisions au sein du FLNKS se font sentir. En effet, le président du Front monte une liste baptisée Union nationale pour l'indépendance (UNI), majoritairement Palika, contre la liste officielle FLNKS du président sortant Léopold Jorédié (UC) en Province Nord.
- 9 décembre 1995 : 15e congrès du FLNKS à Nouméa, lors duquel Roch Wamytan (UC) est élu pour remplacer Paul Néaoutyine à la présidence unitaire du Front.
- 30 décembre 1995 : présentation du projet de statut du FLNKS pour 1998 : un État libre et souverain.
- 19 septembre 1996 : le FLNKS pose un « préalable minier » avant toute discussion sur l’avenir institutionnel du pays, en demandant l'obtention du massif minier de Tiébaghi pour alimenter la future usine du Nord de la Société minière du Sud Pacifique (SMSP, propriété de la Province Nord). Nombreux désaccords internes, notamment entre le Palika (qui souhaite à partir de la fin 1997 reprendre les négociations sans préalable, même si lui-même est divisé entre un Palika-Nord mené par Paul Néaoutyine plus favorable au préalable et un Palika-Sud qui, derrière Raphaël Mapou, souhaite reprendre les négociations au plus vite) et le reste du FLNKS.
- 14 février 1998 : le FLNKS réuni en congrès, après avoir obtenu satisfaction le 1er février pour le « préalable minier », décide de lever ce dernier et de reprendre les négociations avec le RPCR et l'État pour l'avenir institutionnel. Le maintien de Roch Wamytan à la présidence du Front et l'intégration du Rassemblement démocratique océanien (RDO) sont également décidés lors de ce congrès.
- 28 avril 1998 : en congrès extraordinaire, le FLNKS approuve le projet d'accord de Nouméa.
- 5 mai 1998 : signature officielle de l'Accord de Nouméa par le RPCR de Jacques Lafleur, le FLNKS de Roch Wamytan et le gouvernement français représenté par le Premier ministre Lionel Jospin.

### Une coalition déchirée
- 30 mai 1998 : création de la Fédération des Comités de Coordination des indépendantistes (FCCI), un parti dissident du FLNKS fondé par d'anciens membres de l'UC (dont le président de la Province Nord Léopold Jorédié ou l'ancien dirigeant du parti François Burck) et du Palika (Raphaël Mapou) qui avaient décidé depuis décembre 1997 de continuer les négociations pour une solution consensuelle à l'avenir institutionnel sans préalable minier. Il appelle à un partenariat privilégié avec le RPCR et crée ainsi avec celui-ci un groupe unique au Congrès.
- mai-juin 1999 : le FLNKS apparaît divisé aux élections provinciales du 9 mai dans le Nord (avec 3 listes : une officielle du FLNKS issue de l'UC, une de l'UNI tirée par le Palika et une de l'UPM) et les Îles Loyauté (deux listes : une FLNKS tendance UC, et une Palika). Toutefois, ils forment toujours un groupe uni au Congrès et, pour la composition du Premier Gouvernement de Nouvelle-Calédonie, les deux composantes présenteront une liste "FLNKS" commune. Ce ne sera plus le cas pour les gouvernements suivants.
- 11 avril 2000 : sept élus sur les dix de l'UC au Congrès de la Nouvelle-Calédonie, issus du Sud et du Nord et opposés à Roch Wamytan et à l'UNI de Paul Néaoutyine forment un groupe UC distinct du reste du FLNKS. Ils sont baptisés le « G7 », composé de Charles Pidjot, Nicole Waïa et Gérald At-Chee dans le Sud ainsi que Bernard Lepeu (président du groupe), Cézelin Tchoeaoua, Yannick Weiry et Pascal Naouna dans le Nord.
- novembre 2001 : à la suite de l'élection de Pascal Naouna, partisan d'une ligne dure, à la tête de l'Union calédonienne, l'une des composantes du FLNKS, celle-ci rompt avec le reste du parti. Néanmoins, l'UC continue à faire partie du FLNKS mais ses membres siègent dans des groupes distincts au Congrès et aux Assemblées de province, présentent des listes entièrement UC pour les différentes élections. Au 22e congrès du FLNKS à la tribu de L'Embouchure (Ponérihouen) le 17 novembre, Roch Wamytan est démis de ses fonctions de président unitaire du Front. Finalement l'UC provoque la chute fin novembre du premier gouvernement Frogier en faisant démissionner le seul membre Union calédonienne de ce gouvernement et tous ses suivants de liste.
- 22 décembre 2001 : à la suite de l'impossibilité des différentes composantes du FLNKS à se mettre d'accord pour élire un président unitaire du parti, le 23e congrès du Front décide que cette présidence sera désormais assurée par un bureau politique collégial. Il fut également décidé qu'aucun autre congrès ne serait organisé et donc qu'aucun président ne serait élu pour une période d'un an.
- 24 mai 2003 : sans cesse reporté, initialement prévu en décembre 2002, le 24e congrès du FLNKS, et le premier depuis 2001, s'est finalement réuni à Moindou afin d'adopter une position commune en vue du IIIe Comité des signataires de l'Accord de Nouméa réuni le 17 juin suivant à Koné et sur la visite du président de la République Jacques Chirac en juillet. Mais encore une fois les différentes composantes n'ont pas réussi à se mettre d'accord sur le nom d'un président, laissant ainsi la "gestion" de la coalition indépendantiste au bureau politique, tandis que l'UC a décidé de ne pas participer au Comité des signataires.
- juillet 2003 : la visite du président de la République Jacques Chirac montre la profonde division des composantes du FLNKS : si l'UNI (Palika, UPM, RDO) saluent cette visite et appellent à la concertation, l'Union calédonienne quant à elle manifeste dans les rues pour protester contre les "dérives" de l'Accord de Nouméa.
- 30 août 2003 : 25e congrès du FLNKS à la mairie de Sarraméa, congrès extraordinaire visant à organiser un plus grand congrès pour la fin de l'année et réconcilier les différentes composantes.
- 13-14 décembre 2003 : 26e congrès du FLNKS à Dumbéa, il n'a servi en fait qu'à une chose : montrer la division profonde existant entre l'UNI et l'UC, les deux camps refusant notamment de se mettre d'accord, une nouvelle fois, sur un président et décidant de faire campagne à part pour les provinciales de 2004.
- 9 mai 2004 : aux provinciales, le FLNKS apparaît divisé avec dans toutes les provinces au moins 2 listes (une liste UNI et une liste UC), voire 4 listes dans le Sud. D'ailleurs, aucun indépendantiste n'est élu dans la Province Sud. L'UNI, menée par le Palika, arrive en tête dans le Nord avec 37,52 % des suffrages et 11 sièges, suivi par les 27,13 % et les 7 sièges de l'UC : le FLNKS totalise ainsi dans cette province 64,65 % et 18 sièges sur 22. Dans les Îles en revanche, c'est l'UC qui s'impose avec 22,54 % des votes et 4 sièges sur 14, suivi des 16,3 % et les 2 élus de l'UNI (qui arrive en 3e position, derrière le RPCR) et des 11,29 % et les 2 sièges de la liste dissidente de l'UC Renouveau, et le FLNKS obtient ainsi de peu la majorité des suffrages avec un score de 50,13 % et 8 élus sur 14. Sur l'ensemble du Territoire, l'UNI obtient donc 13,8 % des suffrages et 9 élus au Congrès. L'UC, quant à elle, réunit derrière elle 11,8 % des exprimés à l'échelle du pays et obtient 7 sièges au Congrès. Ces élections montrent, du côté indépendantiste, la profonde division du FLNKS mais aussi la perte de vitesse de l'UC au profit de l'UNI.
- 10 - 17 juin 2007 : aux élections législatives, le FLNKS présente des candidatures communes dans les deux circonscriptions, avec Charles Washetine (Palika) dans la 1re et Charles Pidjot (UC) dans la 2e. Tous deux sont battus au second tour, respectivement par Gaël Yanno (avec 30,79 % des suffrages contre 69,21 %) et le sortant Pierre Frogier (avec 45,87 % contre 54,13 %), du Rassemblement-UMP.
- 29-30 novembre 2008 : 28e congrès du FLNKS à Koné, afin de réfléchir à une démarche unitaire pour les élections provinciales, mais avec des différences de vues toujours très vives.
- 10 mai 2009 : aux provinciales, le FLNKS retrouve l'unité dans le Sud avec pour tête de liste Roch Wamytan (même si certains dissidents du Palika et de l'UC ont formé avec des non-indépendantistes, des membres de la société civile et le PS local une liste rivale baptisée « Ouverture citoyenne »). Elle obtient 8,82 % des suffrages et retrouve une représentantion dans cette province, avec 4 sièges sur 40. Dans les deux autres collectivités, l'UC et l'UNI partaient divisés avec toutefois un accord pour que la liste arrivée en tête obtienne la présidence (non respecté dans le Nord, puis que Gilbert Tyuienon se présente contre Paul Néaoutyine, ce dernier étant toutefois réélu). La division redevient toutefois vite d'actualité, avec de nouveau deux groupes politiques au Congrès : un FLNKS formé par les listes UC et celle unitaire de Roch Wamytan dans le SUD, et un UNI par les élus Palika du Nord. Deux listes distinctes sont présentées pour l'élection du gouvernement.
- 12-13 décembre 2009 : 29e congrès du FLNKS à Rivière-Salée (Nouméa), le premier à rassembler véritablement toutes les composantes depuis 2001, il décide, après des débats plutôt vifs, une double clarification : sur le programme, axé à terme sur l’accès à la pleine souveraineté, et sur les structures, avec une direction qui demeure collégiale, le bureau politique étant conforté comme organe dirigeant de la coalition indépendantiste, ce qui signifie qu’il n’a pas été possible de se mettre d’accord sur un président une nouvelle fois.
- 4-5 décembre 2010 : 30e congrès du FLNKS à Dumbéa, où se manifestent à nouveau de vives tensions entre l'UC et le Palika. Le poste de porte-parole est retiré à Victor Tutugoro (UPM), qui l'occupait depuis 2001, au profit d'une animation du bureau tournante tous les trois mois entre les quatre composantes qui choisira alors à chaque fois son propre porte-parole au sein des autres mouvements. Un « Bureau politique renforcé » est créé, ouvert aux signataires de l'Accord de Nouméa, politiques et institutionnels afin de suivre tout particulièrement les dossiers fondamentaux de l'application de l'accord (interprétation de l'accord, comités des signataires, transferts de compétences, signes identitaires, sortie de l'accord et travaux des différents comités de pilotage créés à ces sujets). De plus, le FLNKS adopte une motion appelant à se doter d'un président et à se doter d'un siège de parti lors du prochain congrès prévu pour fin 2011[4].
- 17 février 2011 : les membres de la liste FLNKS (tendance UC) présentée pour l'élection du gouvernement en 2009 démissionnent en bloc, faisant ainsi chuter l'exécutif local pour dénoncer le refus de certaines mairies de hisser les deux drapeaux sur leur fronton et pour critiquer ce qu'ils considèrent comme un manque de respect de la collégialité de la part du président Philippe Gomès. Le Palika dénonce cette démission. Pour l'élection des quatre gouvernements qui se succèdent en 2011 (le 3 mars, le 17 mars, le 1er avril et le 10 juin), les composantes du FLNKS se divisent une nouvelle fois en deux listes : celle « Entente du groupe FLNKS » (la tendance UC alliée au Parti travailliste), et celle de l'UNI.
- 1er avril 2011 : Roch Wamytan est élu à la présidence du Congrès avec les voix des non-indépendantistes du Rassemblement-UMP et de L'Avenir ensemble. Les membres du groupe UNI, qui désapprouvent ce rapprochement, boycottent la séance. Cette élection est annulée par le Conseil d'État le 1er août 2011.
- 19 août 2011 : Roch Wamytan est réélu à la présidence du Congrès avec la même configuration de vote que le 1er avril, tandis que les 6 élus UNI s'abstiennent.
- 3 septembre 2011 : le bureau politique du FLNKS (boycotté par le Palika uniquement) choisit ses candidats pour les élections sénatoriales du 25 du même mois : le président de l'UC Charles Pidjot et le porte-parole de l'UPM Victor Tutugoro, avec pour suppléants Yvonne Hnada (UC et ex-PSC) et Aloïsio Sako (RDO). Le Palika de son côté ne présente qu'un seul candidat : Adolphe Digoué (avec pour suppléant Joseph Goromido). Tutugoro et Pidjot arrivent respectivement troisième et quatrième au premier tour, puis inversent leur place au second, arrivant derrière (et étant donc battus) les deux candidats du Rassemblement-UMP Pierre Frogier et Hilarion Vendégou.
- 24 mars 2012 : 31e congrès du FLNKS à Houaïlou, toujours très tendu et qui ne permet pas de lever les divergences de vues entre les tenants des lignes UC ou Palika. Si toutes les composantes se sont retrouvées dans le soutien à François Hollande pour l'élection présidentielle et ont toutes émis le souhait d'arriver à des candidatures communes pour les législatives, rien de concret sur une démarche unitaire n'est acté lors du congrès.
- août 2024 : Christian Tein est élu à la tête du FLNKS par une partie des composantes[5].

## Composantes

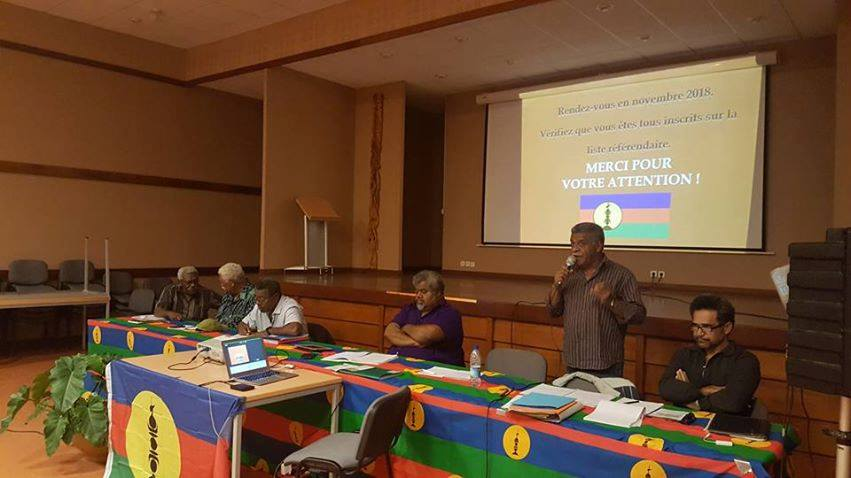
Les représentants des quatre composantes au bureau politique du FLNKS en 2017. De g. à dr. : André Gopoea (UPM), Aloïsio Sako (RDO), Jean-Pierre Djaïwé (Palika), Pierre-Chanel Tutugoro (UC), Louis Mapou (Palika) et Seleone Tuulaki (RDO).

Il y a longtemps eu, jusqu'en 2024, quatre composantes de bases (quatre partis différents aux directions autonomes, normalement cinq, avec le Parti socialiste de Kanaky (PSK), ancien parti socialiste calédonien, mais celui-ci a pratiquement disparu et ne fait plus partie des instances dirigeantes du parti) et deux lignes particulièrement divisées : l'UC, plus radicale quant aux non-indépendantistes, défendant l'idée d'une totale indépendance immédiate avec la métropole, ainsi que partisane d'un socialisme mélanésien fortement inspiré par la coutume kanak en ce qui concerne son projet de société ; et l'UNI, modérée et pour le consensus pour aboutir à une « indépendance association » en matière institutionnelle mais attachée à un modèle économique et social plutôt marxiste. Les tensions entre ces deux tendances se ravivent après les émeutes de 2024, les deux partis de l'UNI (Parti de libération kanak et l'Union progressiste en Mélanésie) décidant de suspendre leur participation aux instances dirigeantes et réunions communes du Front pour contester les décisions prises par le 43e congrès du FLNKS à Koumac du 30 août au 1er septembre 2024. En effet, essentiellement organisé par les militants de l'Union calédonienne et de la Cellule de coordination des actions de terrain (CCAT) de Christian Tein, ce congrès a décidé de confier à Tein (incarcéré alors en France métropolitaine et mis en examen en raison de ses responsabilités supposées dans l'organisation des émeutes) la présidence unitaire du bureau politique du FLNKS et d'intégrer dans cette coalition indépendantiste sept nouveaux partis ou syndicats. Ainsi, depuis septembre 2024, le FLNKS regroupe officiellement neuf organisations politiques :
| Parti | Parti                                           | Logo | Abv.   | Idéologie | Position        | Dirigeant                       |
| ----- | ----------------------------------------------- | ---- | ------ | --- | --------------- | ------------------------------- |
|       | Union calédonienne                              |      | UC     | Indépendantisme, nationalisme kanak, socialisme mélanésien                                                                                                 | Gauche          | Emmanuel Tjibaou                |
|       | Rassemblement démocratique océanien             |      | RDO    | Indépendantisme, communautarisme wallisien-futunien | Gauche          | Aloïsio Sako                    |
|       | Cellule de coordination des actions de terrain  |      | CCAT   | Indépendantisme radical, nationalisme kanak, activisme politique, gel du corps électoral, anti-immigration                                                 | Gauche radicale | Christian Tein                  |
|       | Dynamique autochtone                            |      | DA-LKS | Indépendantisme, nationalisme kanak, socialisme démocratique, localisme (Maré)                                                                             | Gauche          | Basile Citré, Omayra Naisseline |
|       | Parti travailliste                              |      | PT     | Indépendantisme radical, nationalisme kanak, opposition aux accords de Matignon, de Nouméa et de Bougival, anti-immigration, syndicalisme, anticapitalisme | Extrême gauche  | Marie-Pierre Goyetche           |
|       | Dynamik unitaire Sud                            |      | DUS    | Indépendantisme radical, nationalisme kanak, socialisme scientifique, localisme (Sud)                                                                      | Extrême gauche  | Sylvain Pabouty                 |
|       | Mouvement des Océaniens indépendantistes        |      | MOI    | Indépendantisme avec association, communautarisme wallisien-futunien, droit au logement, gel du corps électoral, anti-immigration                          | Gauche          | Arnaud Chollet-Leakava          |
|       | Nouvelle-Calédonie multiculturelle progressiste |      | NCMP   | Indépendantisme, communautarisme wallisien-futunien, | Gauche          | Maria Isabella Saliga-Lutovika  |

S'y ajoutent, toujours depuis 2024, deux syndicats, dont l'un a déjà fait partie du FLNKS de 1984 à 1989 (l'USTKE) :
| Syndicat | Syndicat                                                 | Logo | Abv.  | Idéologie | Position       | Dirigeant          |
| -------- | -------------------------------------------------------- | ---- | ----- | --- | -------------- | ------------------ |
|          | Union syndicale des travailleurs kanaks et des exploités |      | USTKE | Indépendantisme radical, nationalisme kanak, opposition aux accords de Matignon, de Nouméa et de Bougival, anti-immigration, syndicalisme, anticapitalisme, activisme politique | Extrême gauche | Mélanie Atapo      |
|          | Confédération nationale des travailleurs du Pacifique    |      | CNTP  | Indépendantisme radical, nationalisme kanak, anti-immigration, syndicalisme, anticapitalisme, activisme politique                                                               | Extrême gauche | Ariel Boe Tutugoro |

### Union calédonienne
L'Union calédonienne (UC) est le plus ancien parti calédonien toujours existant, fondé en 1953 par le député Maurice Lenormand et deux organisations de défense des intérêts des Kanak inspirées par les missions, l'Union des indigènes calédoniens amis de la liberté dans l'ordre (UICALO) catholique de Rock Pidjot et l'Association des indigènes calédoniens et loyaltiens français (AICLF) protestante de Doui Matayo Wetta. Il a dominé la vie politique calédonienne de sa création à 1972. Ayant pour devise « Deux couleurs, un seul peuple », son idéologie politique consistait à l'origine à assurer une meilleure répartition des responsabilités politiques entre les différentes communautés du territoire, à défendre l'autonomie au sein de la République française. Il finit par opter pour l'indépendance en 1977, sous la houlette de Maurice Lenormand, Rock Pidjot et de Jean-Marie Tjibaou. L'UC a longtemps constitué la principale composante, et surtout la mouvance la plus modérée (notamment pendant les Évènements, sous la direction de Jean-Marie Tjibaou, où il milite le plus possible pour un retour dans les institutions), du FLNKS. Partisane officiellement d'une « indépendance négociée » depuis 1993 et de la création d'un « État associé » avec la France, elle est plus fortement concurrencée par l'UNI depuis 1999 et est devenue à partir de 2001 la tendance la plus dure de la coalition indépendantiste, appelant à ne faire aucune concession aux non-indépendantistes et à se tenir exclusivement à l'Accord de Nouméa, même s'il est divisé en plusieurs tendances avec : 
- une aile Sud (Roch Wamytan, Charles Pidjot, Anthony Lecren, Gérard Reignier) plus favorable à l'unité de l'ensemble des indépendantistes hors des limites du FLNKS, avec une ouverture à gauche (vers le Parti travailliste), pour parler d'égal à égal avec le Rassemblement-UMP (nouveau nom du RPCR depuis 2004) qu'il reconnaît comme son partenaire de l'accord de Nouméa et avec lequel il peut coopérer dans les institutions ;
- une aile Nord (Emmanuel Tjibaou, Daniel Goa, Pierre-Chanel Tutugoro, Gilbert Tyuienon, Pascal Naouna, Bernard Lepeu, Caroline Machoro), elle-même plutôt divisée depuis les années 2010 entre :
  - une faction proche de l'aile Sud du parti et plus axée sur la rivalité avec l'UNI (Gilbert Tyuienon, Caroline Machoro, Daniel Goa jusqu'en 2015 et depuis 2019),
  - une davantage tournée vers le maintien de liens forts au sein du FLNKS avant de s'ouvrir à d'autres partis indépendantistes et ouverte à la discussion avec l'État et les non-indépendantistes (Pascal Naouna, Bernard Lepeu, Pierre-Chanel Tutugoro, Daniel Goa de 2015 à 2019, Emmanuel Tjibaou) ;
- une aile des îles Loyauté (Néko Hnepeune, Robert Xowie), plus gestionnaire et ayant vocation à coopérer avec des formations indépendantistes modérées non membres du FLNKS (le LKS ou l'UC Renouveau), qui sert généralement de tampon entre les deux autres tendances du parti.

L'UC est présidée depuis 2024 par Emmanuel Tjibaou, plutôt issu de l'aile modérée du Nord et des Îles, mais qui s'est toujours aligné avec les positions plus radicales de la jeune garde du parti proche de la CCAT (Christian Tein, Dominique Fochi, Mickaël Forrest, ...).

### Rassemblement démocratique océanien
Le Rassemblement démocratique océanien (RDO), parti créé en 1994, issu de l'ancienne Union océanienne qui était à l'origine un parti créé pour représenter les intérêts des communautés wallisiennes et futuniennes, le RDO est le seul mouvement indépendantiste issu de ces communautés qui sont généralement traditionnellement hostiles à l'indépendance. Il est présidé par Aloïsio Sako et a offert une base nouvelle au FLNKS dans le Grand Nouméa.

### Anciennes composantes
| Parti | Parti                           | Logo | Abv.   | Idéologie                                                                     | Position       | Dirigeant                                                                                              |     |
| ----- | ------------------------------- | ---- | ------ | ----------------------------------------------------------------------------- | -------------- | --- | --- |
|       | Parti de libération kanak       |      | Palika | Indépendantisme avec association, nationalisme kanak, socialisme scientifique | Extrême gauche | Paul Néaoutyine, Adolphe Digoué, Jean-Pierre Djaïwé, Charles Washetine, Louis Mapou, Judickaël Selefen | UNI |
|       | Union progressiste en Mélanésie |      | UPM    | Indépendantisme avec association, nationalisme kanak, socialisme démocratique | Gauche         | Victor Tutugoro                                                                                        | UNI |

#### Parti de libération kanak
Le Parti de libération kanak (Palika), parti créé en 1975, n'a pas de président mais un porte-parole (Judickaël Selefen) ainsi qu'un bureau politique collégial, mais a pour dirigeant traditionnel Paul Néaoutyine, Jean-Pierre Djaïwé, Louis Mapou, Charles Washetine ou encore Adolphe Digoué. L'un des partis fondateurs du FLNKS en 1984, il incarnait initialement la ligne dure et l'extrême gauche indépendantiste, favorable au boycott des élections et institutions officielles jugées « coloniales », à l'émancipation par la lutte sur le terrain et à la mise en place d'un « socialisme scientifique » laïc et le plus possible dégagé de la coutume dans le cadre d'une économie planifiée. S'étant modéré au cours du temps (surtout à partir de 1997, où il s'est plutôt montré favorable à une reprise des négociations qui aboutiront à l'accord de Nouméa, sans le « préalable minier » fixé alors par la nouvelle direction de l'UC) tout en appelant toujours fermement à l'indépendance et se revendiquant encore marxiste, il est devenu la base de l'UNI avec laquelle il est souvent confondu et de la mouvance la plus modérée et la plus favorable à la concertation avec les non-indépendantistes au sein du FLNKS depuis 1999. 
L'Union nationale pour l'indépendance (UNI) ne fait pas partie du FLNKS, seul le Palika, l'UC, l'UPM et le RDO sont des groupes de pressions du FLNKS. L'Union nationale pour l'indépendance a été formée lors des provinciales de 1995 puis de 1999 à l'origine en tant que liste dissidente du Palika à la liste officielle du FLNKS dominée par l'UC, l'UNI désigne depuis les listes dominées par le parti de Paul Néaoutyine. Elles réunissent généralement l'UPM et, entre 2004 et 2009, le RDO. Les partis de l'UNI prônent la concertation et le consensus avec l'État et les non-indépendantistes dans le cadre des comités des signataires qui se réunissent régulièrement pour faire le point sur la mise en place de l'Accord de Nouméa. L'UNI est dirigée par Paul Néaoutyine et est une émanation du Palika, membre du FLNKS.

#### Union progressiste en Mélanésie
L'Union progressiste en Mélanésie (UPM), parti créé en 1974 sous le nom d'Union progressiste multiraciale, il s'agissait à l'origine d'un mouvement de dissidents, essentiellement mélanésiens, de l'UC qui avaient alors quitté ce parti en raison de la mainmise de Maurice Lenormand sur celui-ci et parce qu'il estimait qu'il ne respectait pas assez son slogan de « deux couleurs, un seul peuple » sur le plan de l'émancipation sociale, économique et culturelle des Kanak. C'est un parti assez proche des idées trotskistes, axé avant tout sur les revendications foncières et est l'allié traditionnel du Palika depuis 1999. Son président depuis 2011 et son porte-parole depuis 1998, Victor Tutugoro, est également le porte-parole du bureau du FLNKS (et donc son véritable visage officiel) de 2001 à 2010.

## Ligne politique
Dès sa création le FLNKS s'engage dans un processus de « libération nationale » pour aboutir à une « indépendance kanak socialiste » (IKS), dans un premier temps en appelant au « boycott actif » des élections territoriales du 18 novembre 1984, puis en préparant la création d'un gouvernement provisoire. Durant les périodes des accords de Matignon (1988-1998) et de l'accord de Nouméa (1998-2021), la coalition a adopté une ligne plus modérée, appelant officiellement depuis 1994 à une « indépendance négociée », tout en apparaissant de plus en plus divisé. Depuis 2024 et la suspension de la participation du Palika et de l'Union progressiste en Mélanésie, le FLNKS a adopté une ligne au contraire plus radicale, militant pour un « accord de Kanaky » discuté directement avec l'État pour donner une indépendance immédiate et totale à l'archipel. Sur un plan plus général, le FLNKS a longtemps été proche de la gauche socialiste métropolitaine. Ainsi, pour la présidentielle de 2012, tous les partis du FLNKS figurent dans le comité de soutien à François Hollande. Mais ses élus nationaux depuis 2023 et 2024 siègent au sein des groupes communistes.

## Organisation

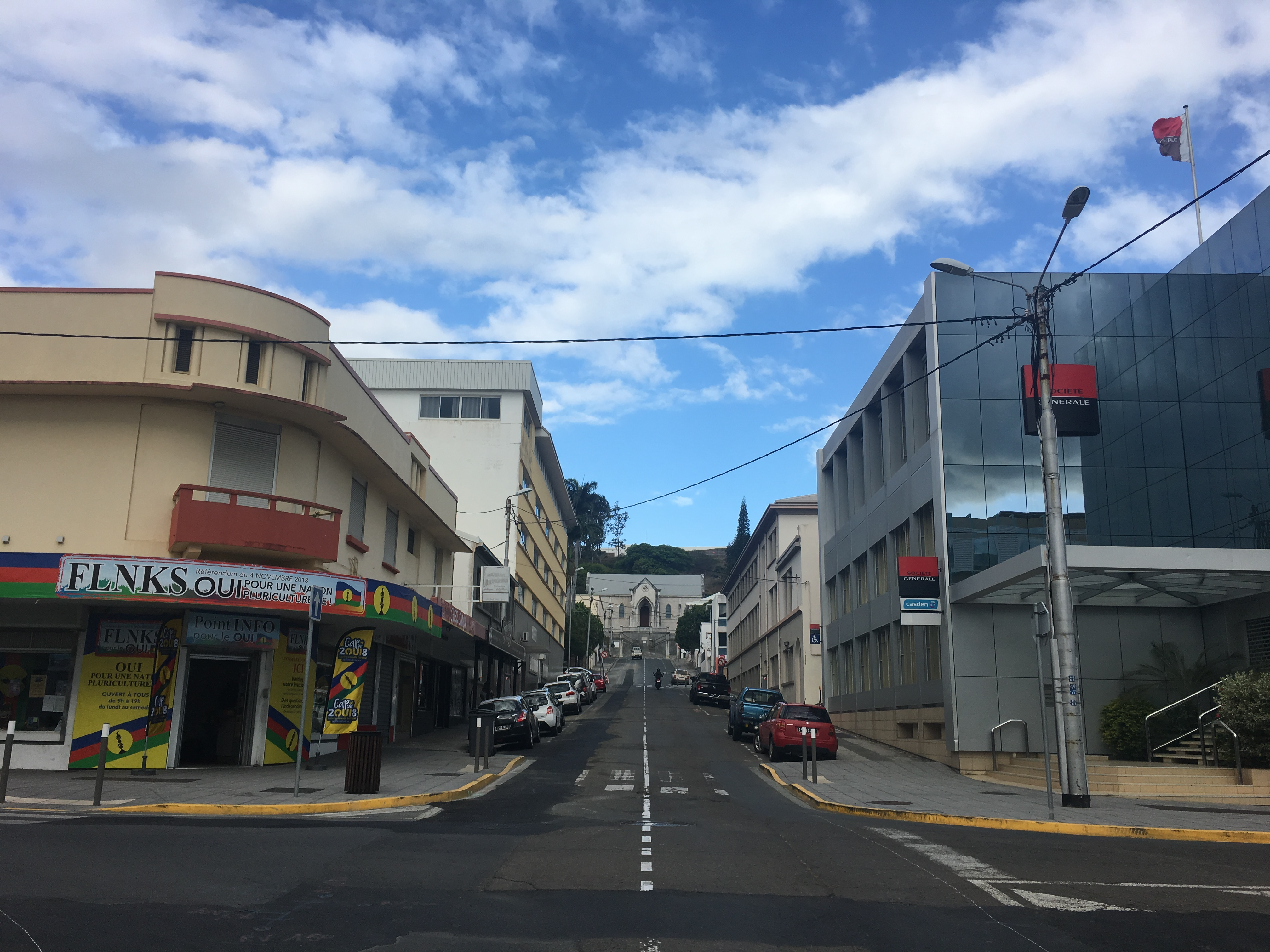
La permanence du FLNKS pour la campagne pour le « oui » au référendum de 2018 sur l'indépendance de la Nouvelle-Calédonie, rue de l'Alma à Nouméa.

### Direction
Les présidents du FLNKS ont été :
- Jean-Marie Tjibaou (1984 – 1989)
- Paul Néaoutyine (24 mars 1990 – 9 décembre 1995)
- Roch Wamytan (1995 – 2001)
- Depuis le 22 décembre 2001 jusqu'en août 2024, le FLNKS est dirigé par un bureau politique collégial et n'a plus de président. Le bureau politique est composé de 8 membres, soit 2 représentants de chacune des composantes du parti qui assure par alternance la présidence pour trois mois. Le porte-parole du FLNKS, Victor Tutugoro jusqu'en 2011, devient ainsi le seul visage officiel du mouvement.
- Le 31 août 2024, Christian Tein, détenu à la prison de Mulhouse, est choisi comme président du FLNKS. Cette désignation n'est toutefois pas reconnue par le Palika et l'Union progressiste en Mélanésie[3].

### Congrès
1. 1er décembre 1984 : La Conception (Mont-Dore).
2. 9 février 1985 : Nakéty (Canala).
3. 25-26 mai 1985 : Hienghène.
4. 18 novembre 1985 : Oundjo (Voh).
5. 15-17 août 1986 : Wé (Lifou).
6. 28-29 mai 1987 : Goa (Ponérihouen).
7. 19-20 février 1988 : Tibarama (Poindimié).
8. 3-4 décembre 1988 : Ouaré (Hienghène).
9. 20-21 janvier 1990 : Saint-Louis (Mont-Dore).
10. 27-28 avril 1991 : Coindé (La Foa).
11. 1992 : Touho.
12. 16 janvier 1993 : Yaté.
13. 5-6 février 1994.
14. 10 décembre 1994 : Poya.
15. 9 décembre 1995 : Nouméa.
16. 27 avril 1997 : Koné.
17. 14-15 février 1998 : Nakéty (Canala).
18. 28 avril 1998 : Poindimié.
19. 19 mars 1999 : Koutio (Dumbéa).
20. 18 mars 2000 : Maré.
21. 25 novembre 2000 : Nouméa.
22. 17 novembre 2001 : L'Embouchure (Ponérihouen).
23. 22 décembre 2001 : Ouroué (Thio).
24. 24 mai 2003 : Moindou.
25. 30 août 2003 : Sarraméa.
26. 13-14 décembre 2003 : Dumbéa.
27. 8-9 décembre 2007 : Nakéty (Canala).
28. 29-30 novembre 2008 : Koné.
29. 12-13 décembre 2009 : Rivière-Salée (Nouméa).
30. 4-5 décembre 2010 : Dumbéa.
31. 24 mars 2012 : Houaïlou.
32. 23 mars 2013 : Païta.
33. 7 décembre 2013 : Poya.
34. 5-6 mars 2016 : Ko We Kara (Nouméa).
35. 4-5 mars 2017 : vallée de Ninbaye (Ponérihouen).
36. 3-4 février 2018 : Arama (Poum).
37. 30-31 mars 2019 : Ko We Kara (Nouméa).
38. 7 décembre 2019 : centre culturel wallisien-et-futunien Kaimolo (Dumbéa).
39. 21-22 août 2021 : Anse Vata (Nouméa).
40. 7-8 mai 2022 : N’Dé (Païta).
41. 25-26 février 2023 : Anse Vata (Nouméa).
42. 23-24 mars 2024 : centre culturel wallisien-et-futunien Kaimolo (Dumbéa).
43. 30 août-1er septembre 2024 : Pagou (Koumac)[3].
44. 25-26 février 2025 : Saint-Louis (Mont-Dore).
45. 9-10 août 2025 : La Conception (Mont-Dore).

## Élus

### Au Gouvernement de Nouvelle-Calédonie
Il y a dans le gouvernement Thémereau trois membres indépendantistes du FLNKS, dont 2 UNI-FLNKS et 1 de l'UC. Les 2 élus UNI sont: la vice-présidente du gouvernement Déwé Gorodey (chargée de la Culture, de la Condition féminine et de la Citoyenneté) et Charles Washetine (chargé de l'Enseignement et des Questions relatives à la recherche). L'unique membre UC du gouvernement est Gérald Cortot, chargé du secteur des Transports terrestres et maritimes, des Infrastructures et de l'Énergie, également chargé du Schéma d'Aménagement et de Développement de Nouvelle-Calédonie. 
Toutefois, l'union de l'ensemble des groupes du FLNKS permet à celui-ci d'augmenter sa représentation à 4 membres sur 11 au sein du Second gouvernement Martin élu en août 2007 : aux trois membres précédents, qui gardent leurs attributions (Déwé Gorodey obtenant en plus les Affaires coutumières), s'ajoute Pierre Ngaiohni (UC) qui prend en charge les dossiers de la Formation professionnelle et du Transport aérien domestique. 
Après les élections provinciales du 10 mai 2009, le FLNKS est une nouvelle fois divisé en deux listes :
- pour l'élection du 8e gouvernement le 5 juin 2009 : 
  - une du groupe FLNKS dominée par l'UC : 3 membres sur 11 (Jean-Louis d'Anglebermes, Pierre Ngaiohni et Yann Devillers),
  - une du groupe UNI dominée par le Palika : 1 seule membre sur 11, Déwé Gorodey (Palika).
- pour l'élection des 9e, 10e, 11e et 12e gouvernements respectivement les 3 mars, 17 mars, 1er avril et 10 juin 2011, à chaque fois sont présentées deux listes :
  - une du groupe FLNKS dominée par l'UC et ouverte au Parti travailliste : 4 membres sur 11 dont 3 du FLNKS (Gilbert Tyuienon et Anthony Lecren de l'UC et Yvon Faua du RDO) jusqu'au 1er avril 2011, retombant ensuite à 3 membres sur 11 dont 2 du FLNKS (Gilbert Tyuienon et Anthony Lecren),
  - une du groupe UNI dominée par le Palika et soutenue par le LKS (lors des élections du 3 mars, du 1er avril et du 10 juin) : 1 seule membre sur 11, Déwé Gorodey (Palika).

De même après les élections provinciales du 11 mai 2014, pour la constitution du 13e gouvernement, deux listes sont avancées le 5 juin 2014, qui de plus n'arrivent pas à s'entendre sur l'attribution de la vice-présidence de l'exécutif qui ainsi, pour la première fois, n'est pas pourvue :
- une du groupe FLNKS et Nationaliste dominée par l'UC : 3 membres sur 11 (Gilbert Tyuienon, Jean-Louis d'Anglebermes et Anthony Lecren, tous trois militants de l'UC).
- une du groupe UNI dominée par le Palika : 2 membres sur 11 (Déwé Gorodey et Valentine Eurisouké, du Palika).

Après la chute, du fait du retour des oppositions politiques au sein du camp non-indépendantiste entre Calédonie ensemble et le Front pour l'unité, le 16 décembre 2014 du précédent exécutif et l'élection le 31 décembre suivant du 14e gouvernement, deux listes sont à nouveau avancées. Les dirigeants des quatre composantes du FLNKS (et malgré de profondes dissensions à ce sujet au sein de l'UC) finissent le 31 mars 2015, après trois mois d'impossibilité d'élire un président à cause des divisions des loyalistes, par annoncer vouloir trancher en faveur de l'un des candidats non-indépendantistes afin « sans aucune contrepartie, de prendre l'initiative de mettre en place un gouvernement opérationnel » pour, selon eux, « finaliser les transferts de compétences », « adopter une stratégie minière et industrielle commune », « engager les réformes économiques, sociales, environnementales et culturelles nécessaires au développement du pays » et « préparer le référendum de sortie prévu par l'accord de Nouméa ». L'élection de Philippe Germain de Calédonie ensemble à la présidence et celle de Jean-Louis d'Anglebermes du FLNKS-UC à la vice-présidence a lieu le 1er avril 2015. Les deux listes issues de formations du FLNKS et leurs élus sont :
- une du groupe FLNKS et Nationaliste dominée par l'UC : 3 membres sur 11 (Gilbert Tyuienon, Jean-Louis d'Anglebermes qui est élu vice-président et Anthony Lecren, tous trois militants de l'UC). Seulement 1 d'entre eux a voté pour Philippe Germain de Calédonie ensemble à la présidence (Jean-Louis d'Anglebermes) et 2 pour Jean-Louis d'Anglebermes à la vice-présidence (Jean-Louis d'Anglebermes et Anthony Lecren).
- une du groupe UNI dominée par le Palika : 2 membres sur 11 (Déwé Gorodey et Valentine Eurisouké, du Palika). Toutes deux ont voté pour Philippe Germain de Calédonie ensemble à la présidence et Jean-Louis d'Anglebermes à la vice-présidence.

### Au Congrès

#### Première mandature (1999-2004)
Depuis 2000, les différentes composantes du FLNKS sont généralement divisés en deux groupes distincts au Congrès, l'un dominé par l'Union calédonienne (7 puis 8 membres de 2000 à 2004) et l'autre par le Palika (11 puis 10 de 2000 à 2004). 

#### Deuxième mandature (2004-2009)
À la suite des élections de 2004, deux groupes FLNKS se sont formés : un groupe UNI-FLNKS de 8 membres présidé par Jean-Pierre Djaïwé et un groupe Union calédonienne de 7 membres présidé par Bernard Lepeu. Ensuite, l'élu de la FCCI Cono Hamu et le dissident de l'UC Jacques Lalié ont rejoint respectivement les groupes UNI-FLNKS et UC qui comptent donc alors 9 et 8 élus. Le FLNKS compte ainsi en fait 16 élus sur 54 de 2004 à 2009, mais les deux groupes adoptent souvent des stratégies distinctes.

#### Troisième mandature (2009-2014)
À la suite des élections provinciales du 10 mai 2009, les différentes forces du FLNKS, qui n'ont constitué de liste unitaire que dans le Sud, sont de 18 sièges sur 54 dont :
- Union calédonienne : 9 élus : 5 de Province Nord, 3 des Îles Loyauté et 1 de Province Sud.
- Palika : 8 élus : 6 de Province Nord, 1 des Îles Loyauté et 1 de Province Sud.
- RDO : 1 élue de Province Sud.

Et le 22 mai suivant, lors de l'élection du bureau du Congrès, si Roch Wamytan est battu par Harold Martin pour la présidence, la liste d'union du FLNKS obtient 3 vice-présidents dont deux UC et une Palika :
- 2e vice-président : Roch Wamytan (UC, Province Sud)
- 4e vice-présidente : Danielle Guaenere (Palika, Province des îles Loyauté)
- 7e vice-présidente : Caroline Machoro (UC, Province Nord)

Encore une fois, les deux camps forment des groupes distincts :
- un groupe appelé « FLNKS » composé de 11 puis 12 membres dominé par l'Union calédonienne (9 membres) mais cette fois-ci alliée aux deux élus de la liste unitaire de Province Sud issus d'autres composantes du Front (1 du Palika qui fait ensuite dissidence pour créer la Dynamik unitaire Sud et 1 du RDO), ainsi que du ralliement, après les élections partielles aux Îles Loyauté du 6 décembre 2009, de l'unique élu de l'UC Renouveau, Jacques Lalié. Un de ses membres, Roch Wamytan, devient président du Congrès le 1er avril 2011, avec le soutien du Parti travailliste mais aussi des élus non-indépendantistes du Rassemblement-UMP et de l'Avenir ensemble
- un groupe appelé UNI, composé des 7 puis 6 élus des listes de ce nom du Nord et des Îles Loyauté, soit 6 issus du Palika (le septième est le leader de l'UC Renouveau Jacques Lalié qui n'est officiellement plus membre du Front, mais qui rejoint le groupe FLNKS dominé par l'UC dès décembre 2009).

Roch Wamytan est élu président du Congrès à trois reprises entre 2011 et 2014, d'abord du 1er avril au 1er août 2011 et du 19 août 2011 au 29 août 2012 à la majorité absolue (32 voix sur 54) avec les voix uniquement du groupe « FLNKS » mais aussi des non-indépendantistes du Rassemblement-UMP, de l'Avenir ensemble et du MoDem local, puis du 8 août 2013 à la fin de la mandature le 11 mai 2014, cette fois-ci à la majorité relative avec la totalité des voix indépendantistes (23 voix sur 54), bénéficiant alors de la division en deux candidatures des groupes non-indépendantistes. Cette même division non-indépendantiste permet à une élue du groupe « FLNKS », Ilaïsaane Lauouvéa du RDO, d'être portée à la présidence de la commission permanente. 

#### Quatrième mandature (2014-2019)
Aux élections provinciales du 10 mai 2014, les différentes forces du FLNKS, qui n'ont constitué de liste unitaire (ouverte pour la première fois à l'ensemble des forces nationalistes) que dans le Sud mais qui ont bénéficié de cette stratégie unitaire et du repli électoral du Parti travailliste dans les deux autres provinces, sont de 20 sièges sur 54 dont :
- Union calédonienne : 11 élus : 6 de Province Nord, 3 des Îles Loyauté et 2 de Province Sud.
- Palika : 8 élus : 5 de Province Nord, 1 des Îles Loyauté et 2 de Province Sud.
- UPM : 1 élue de Province Nord.

Deux groupes distincts sont à nouveau formés :
- un groupe appelé « FLNKS et Nationaliste », ouvert aux partis non-FLNKS, composé de 15 membres, dominé par l'Union calédonienne (11 membres) mais cette fois-ci alliée aux deux élus du Parti travailliste (2 élus, dont 1 sur la liste unitaire du Sud et 1 des Loyauté), et toujours de l'unique élu de la DUS dans le Sud et de celui de l'UC Renouveau aux îles Loyauté
- un groupe appelé UNI, composé des 9 élus, issus des listes de ce nom du Nord et des Îles Loyauté, soit 7 issus du Palika et 1 UPM, à quoi s'ajoutent les deux Palika de la liste unitaire du Sud.

La division entre les deux composantes principales du FLNKS se fait alors très forte, avec deux candidatures distinctes à la présidence de l'institution le 23 mai 2014 : le président sortant Roch Wamytan pour le « FLNKS et Nationaliste » (15 voix) et Émile Néchéro pour l'UNI (9 voix), face au candidat unitaire des non-indépendantistes Gaël Yanno qui est élu dès le premier tour (29 voix). De même, deux listes distinctes sont présentées pour l'élection des vice-présidents : le groupe « FLNKS et Nationaliste » en obtient deux sur huit (Caroline Machoro-Reignier de l'UC est 2e vice-présidente et Jacques Lalié de l'UC Renouveau est 6e vice-président), le groupe UNI une (Émile Néchéro est 5e vice-président).

### Dans les Assemblées de Province

#### En Province Sud
Les indépendantistes n'ont obtenu aucun siège dans la Province Sud en 2004, du fait de l'éclatement de leur électorat entre 6 listes dont aucune n'a passé la barre des 5 % nécessaires pour avoir au moins 1 siège: la liste FLNKS dissidente de Roch Wamytan, la liste UNI d'Adolphe Digoué, la liste UC de Charles Pidjot et la liste dissidente de l'ancien président unitaire du FLNKS et de l'UC Roch Wamytan rien que pour le FLNKS, à quoi s'ajoutent les listes indépendantistes non FLNKS des Verts menés par Raphaël Mapou et de la FCCI menée par François Burck.  
Pour éviter que ce phénomène ne se reproduise aux élections provinciales, une liste FLNKS a été constituée sous la direction de Roch Wamytan qui a réuni 8,82 % des suffrages exprimés et 4 sièges sur 40 dont :
- 1 UC
- 1 RDO
- 1 Palika
- 1 UPM

- 1989 - 1995 : 4 élus sur 32, liste unitaire (3 UC, 1 Palika) emmenée par François Burck (UC)
- 1995 - 1999 : 3 élus sur 32, liste unitaire (2 UC, 1 RDO) emmenée par Roch Wamytan (UC)
- 1999 - 2004 : 6 élus sur 40, liste unitaire (4 UC, 1 Palika, 1 RDO) emmenée par Roch Wamytan (UC, président unitaire du FLNKS)
- 2004 - 2009 : aucun élu.
- 2009 - 2014 : 4 élus sur 40, liste unitaire (1 UC, 1 RDO, 1 Palika, 1 UPM) emmenée par Roch Wamytan (UC). Après la dissidence de l'unique élu du Palika pour fonder la Dynamik unitaire Sud (DUS) en 2011, le nombre de membres du FLNKS au sein de cette assemblée retombe à 3 sur 40
- 2014 - 2019 : 5 élus sur 40, liste unitaire ouverte à l'ensemble des partis indépendantistes ou progressistes hors-FLNKS (2 UC, 2 Palika, 1 RDO) emmenée par Roch Wamytan (UC).

#### En Province Nord
Le FLNKS dispose d'une majorité écrasante en Province Nord avec 18 élus sur 22 (11 UNI-FLNKS dont 9 Palika, 1 RDO et 1 UPM ; 7 UC). Depuis le 10 mai 2009, la majorité UNI s'est tassée (9 élus dont 8 Palika et 1 UPM) et l'opposition de l'UC, emmenée par le maire de Canala Gilbert Tyuienon, a augmenté avec 8 sièges sur 22. Le FLNKS conserve toutefois 17 élus sur 22, soit un de moins que lors de la précédente mandature, perdu au profit du Parti travailliste.   
Le président de la Province depuis 1999, Paul Néaoutyine, est un ancien président du FLNKS et l'actuel leader de l'UNI et du Palika. De 1989 à 1998, le poste était détenu par un UC, Léopold Jorédié, qui a quitté le Front en mai 1998 pour fonder la FCCI.  
- 1989 - 1995 : 11 élus sur 15, liste unitaire (6 UC, 3 Palika, 2 UPM) emmenée par Léopold Jorédié (UC, président de Province)
- 1995 - 1999 : 11 élus sur 15, 2 listes : 1 liste FLNKS officielle à dominante UC (6 élus : 5 UC et 1 UPM) emmenée par Léopold Jorédié (UC, président de Province), et une liste UNI - Palika (5 élus) emmenée par Paul Néaoutyine (Palika, Président unitaire du FLNKS)
- 1999 - 2004 : 14 élus sur 22, 2 listes : 1 liste UNI - Palika (8 élus) emmenée par Paul Néaoutyine (Palika, président de Province) et 1 liste FLNKS - UC (6 élus) emmenée par Bernard Lepeu (UC)
- 2004 - 2009 : 18 élus sur 22, 2 listes : 1 liste UNI (11 élus : 9 Palika, 1 RDO, 1 UPM) emmenée par Paul Néaoutyine (Palika, président de Province) et 1 liste UC (7 élus) emmenée par Pascal Naouna.
- 2009 - 2014 : 17 élus sur 22, 2 listes : 1 liste UNI (9 élus : 8 Palika, 1 UPM initialement mais, à la suite de l'entrée au Gouvernement Gomès de Déwé Gorodey le 9 juin 2009 on compte 7 Palika, 1 UPM et 1 RDO) emmenée par Paul Néaoutyine (Palika, président de Province) et 1 liste UC (8 élus) emmenée par Gilbert Tyuienon.
- 2014 - 2019 : 18 élus sur 22, 2 listes : 1 liste UNI (9 élus : 7 Palika, 2 UPM) emmenée par Paul Néaoutyine (Palika, président de Province) et 1 liste UC (9 élus) emmenée par Gilbert Tyuienon.

#### En Province des Îles Loyauté
- 1989 - 1995 : 4 élus sur 7, liste unitaire (en fait UC) emmenée par Richard Kaloï (UC, président de Province)
- 1995 - 1999 : 3 élus sur 7, liste unitaire (en fait UC) emmenée par Richard Kaloï (UC, perd la présidence pour le LKS Nidoïsh Naisseline)
- 1999 - 2004 : 8 élus sur 14, 2 listes : 1 liste FLNKS - UC (6 élus) emmenée par Robert Xowie (UC, président de Province) et 1 liste UNI - Palika (2 élus) emmenée par Charles Washetine (Palika)
- 2004 - 2009 : 6 élus sur 14, 2 listes : 1 liste UC officielle (4 élus) emmenée par Néko Hnepeune (UC, président de Province) et 1 liste UNI - Palika (2 élus) emmenée par Charles Washetine (Palika)
- mai 2009 - décembre 2009 : 8 élus sur 14, 2 listes : 1 liste UC (6 élus) emmenée par Néko Hnepeune (UC, président de Province) et 1 liste UNI (4 élus mais seulement 2 du FLNKS - Palika) emmenée par Jacques Lalié (UC Renouveau, ex Union calédonienne)
- 2009 - 2014 : 7 élus sur 14, 3 listes : 1 liste UC (6 élus) emmenée par Néko Hnepeune (UC, président de Province), 1 liste Union nationale pour le renouveau (2 élus mais seulement 1 du FLNKS - Palika) emmenée par Jacques Lalié (UC Renouveau, ex Union calédonienne) et 1 liste Palika (0 élu) emmenée par Charles Washetine (porte-parole du Palika)
- 2014 - 2019 : 8 élus sur 14, 2 listes : 1 liste UC (6 élus) emmenée par Néko Hnepeune (UC, président de Province) et 1 liste Palika (2 élus) emmenée par Charles Washetine (porte-parole du Palika)

### Communes

#### De 2008 à 2014
À la suite des élections municipales de 2008, 16 communes sur les 33 que compte le territoire ont un maire FLNKS (8 UC, 6 Palika, 1 divers UNI, 1 UPM). Parmi ces 16 communes, 5 ont été conquises par une liste d'union du FLNKS (Hienghène, Koné, Lifou, Poindimié et Sarraméa), dans 8 d'entre elles le FLNKS était divisé entre plusieurs listes qui se sont toutefois unies ensuite pour former la majorité municipale (Canala, Houaïlou, Kouaoua, Ponérihouen, Pouébo, Poum, Poya et Touho) et 3 voit les élus FLNKS divisé entre majorité et opposition (Ouégoa où le Palika a donné le maire et l'essentiel de la majorité tandis que l'opposition est uniquement composée de l'UC jusqu'en 2011, à Ouvéa où la majorité est seule composée de l'UC et l'opposition essentiellement composée du Palika et à Voh où le maire sortant Palika a été réélu maire tandis que l'UC a voté pour un autre candidat). Par rapport à 2001, le FLNKS, et ses différentes composantes, ont conservé 14 communes, en ont perdu 3 (îles Belep pour la FCCI, Pouembout pour un maire apolitique toutefois non-indépendantiste mais soutenu par une partie des élus UC et Yaté au profit du Comité Rhéébù Nùù), mais en gagne deux (Poya sur le Rassemblement-UMP et Sarraméa sur un maire apolitique dont l'ancienne majorité soutient toutefois aujourd'hui le nouveau maire). Les communes contrôlées par le FLNKS ou par l'une de ses composantes sont alors :     
- Canala : Gilbert Tyuienon (FLNKS-UC), maire depuis 2001 (24 sièges FLNKS sur 27 élus sur deux listes différentes soit 22 UC et 2 UNI, a été réélu maire à l'unanimité avec la totalité des suffrages du FLNKS et deux voix sur trois, la troisième étant absente, de la FCCI).
- Hienghène : 
  - Daniel Fisdiepas (FLNKS-UC), maire de 1995 à 2012 (20 sièges sur 23 de la liste d'union FLNKS),
  - Jean-Pierre Djaïwé (FLNKS-UNI-Palika), maire depuis 2012 (20 sièges sur 23 de la liste d'union FLNKS).
- Houaïlou : Valentine Eurisouké (FLNKS-UNI-Palika), maire depuis 2008 (22 sièges FLNKS sur 27 issus de 3 listes soit 19 Palika de la maire, 2 UC et 1 UNI divers).
- Koné : Joseph Goromido (FLNKS-UNI-Palika), maire depuis 2001 (24 de la liste d'union FLNKS sur 27 dont 14 UNI et 10 UC).
- Kouaoua : William Nomai (FLNKS-UNI-divers), maire depuis 2008 (10 élus FLNKS sur 19 issus de 3 listes, soit 4 Palika, 3 UC et 3 divers indépendantistes de la liste du maire, tous se sont unis pour son élection).
- Lifou : Néko Hnepeune (FLNKS-UC), maire depuis 2001 (25 sièges sur 33 de la liste d'union FLNKS).
- Ouégoa : 
  - Marcel Paimbou-Poumoine (FLNKS-UNI-Palika) est maire de 2008 à 2011 (14 sièges FLNKS sur 19 issus de deux listes, soit 8 UC et 6 UNI, mais celle-ci a obtenu la mairie par le soutien de 5 élus issus de 3 listes divers contre le maire sortant Cézelin Tchoeaoua de l'UC qui forme donc l'opposition pendant cette période)
  - Joël Carnicelli (FLNKS-UC) est maire depuis 2011 (14 sièges FLNKS sur 19 toujours qui l'ont soutenu pour accéder à la mairie, soit 9 UC et 5 UNI)
- Ouvéa : Maurice Tillewa (FLNKS-UC), maire depuis 2008 (25 sièges FLNKS sur 27 issus de deux listes soit 20 UC qui forment seuls la majorité et 5 Palika qui sont dans l'opposition).
- Poindimié : Paul Néaoutyine (FLNKS-UNI-Palika), maire depuis 1989 (21 de la liste d'union FLNKS sur 27).
- Ponérihouen : André Gopoea (FLNKS-UNI-UPM), maire depuis 2001 (11 sièges FLNKS sur 23 issus de 2 listes, soit 6 UPM et 5 d'une liste d'union FLNKS, tous se sont unis pour l'élection du maire avec en plus le soutien de 4 élus du Parti travailliste et un élu divers indépendantiste, ce dernier devant faire partie de la majorité de manière durable).
- Pouébo : Joseph Pada (FLNKS-UC), maire depuis 2001 (12 sièges FLNKS sur 19 issus de deux listes soit 6 UC et 6 élus de l'Union nationale pour l'indépendance qui se sont unies pour élire le maire, la liste UC est arrivée toutefois en seconde position derrière la liste du Parti travailliste qui forme l'opposition avec 7 sièges).
- Poum : Henriette Hmae (FLNKS-UC), maire depuis 2008 (neuf sièges FLNKS sur 15 issue de trois listes dont 6 de l'UC et 3 élus issus de deux listes dissidentes de la majorité UNI sortante, tous se sont unis pour élire le maire).
- Poya : François Meandu-Poveu (FLNKS-UC), maire depuis 2008 (14 sièges FLNKS sur 23 issus de 3 listes soit 8 UC, 3 Palika et 3 UPM qui ont tous fait front commun pour élire le maire).
- Sarraméa : Prisca Holéro (FLNKS-UC), maire depuis 2008 (5 de la liste d'union FLNKS sur 15, élue maire avec en plus le soutien des 4 élus de la liste apolitique de la majorité sortante).
- Touho : Alphonse Poinine (FLNKS-UNI-Palika), maire depuis 2003 (15 sièges FLNKS sur 19 issus de 2 listes, soit 8 UNI et 7 UC qui se sont unis pour l'élection du maire).
- Voh : Guigui Dounehote (FLNKS-UNI-Palika), maire depuis 1995 (10 sièges FLNKS sur 19 issus de 2 listes, soit 8 UNI et 2 UC, mais ces derniers ont apporté leur soutien lors de l'élection du maire au candidat du Parti travailliste et Guigui Dounehote n'a été réélu maire que grâce au soutien de un des deux élus du Rassemblement-UMP).

#### Depuis 2014
À la suite des élections municipales de 2014, 19 communes sur les 33 que compte le territoire ont un maire FLNKS (11 UC, 7 Palika, 1 UPM). Parmi ces 19 communes, 6 ont été gagnées par une liste d'union du FLNKS dès le premier tour (Belep, Hienghène où elle était la seule liste présentée, Houaïlou au second tour, l'île des Pins au second tour, Kaala-Gomen au second tour avec une ouverture à l'ensemble des listes d'opposition à la majorité sortante, Koné, Lifou, Ouégoa au second tour, Poindimié et Sarraméa), 4 par une liste d'union formée au second tour après un premier tour divisé (Houaïlou, Île des Pins, Kaala-Gomen et Ouégoa), dans 9 d'entre elles le FLNKS était divisé entre plusieurs listes (Canala avec une majorité UC et une principale force d'opposition Palika, Maré avec une majorité unissant un UC au Palika et au Parti travailliste face à un autre groupe UC et Parti travailliste dissident, Ouvéa avec une majorité Palika et une opposition UC, Ponérihouen et Thio avec une majorité UC-Palika tandis que l'UPM est dans l'opposition, Pouébo avec une majorité UC et le Palika dans l'opposition, Poum avec une majorité UC et UPM dissidente face à la liste officielle du FLNKS unie au Parti travailliste, Touho avec une majorité soutenue par le FLNKS et une opposition avec des dissidents du Palika et Voh avec une majorité UNI et une opposition UC alliée au Parti travailliste). Par rapport à 2008, le FLNKS, et ses différentes composantes, ont conservé 13 communes, en ont perdu 3 au profit des non-indépendantistes (Kouaoua pour le Rassemblement-UMP, Poya pour une union des non-indépendantistes menée par Calédonie ensemble et Sarraméa pour Calédonie ensemble), mais en gagne 6 dont 2 au détriment des non-indépendantistes (l'île des Pins est gagnée sur le Rassemblement-UMP et Thio est récupérée à Calédonie ensemble) et surtout 4 sur d'autres formations indépendantistes (Belep à la FCCI, Kaala-Gomen à un divers gauche apparenté à la FCCI, Maré au LKS et Yaté au Comité Rhéébù Nùù apparenté au Parti travailliste). Le FLNKS devient ainsi, grâce à l'essoufflement des autres formations indépendantistes, la seule organisation nationaliste kanak à disposer de mairie à partir de 2014. Les communes contrôlées par le FLNKS ou par l'une de ses composantes sont alors :  
- Belep : Jean-Baptiste Moilou (FLNKS-UPM), maire de 2001 à 2008 et depuis 2014 (8 sièges FLNKS sur 15 élus sur une liste).
- Canala : Gilbert Tyuienon (FLNKS-UC), maire depuis 2001 (21 sièges FLNKS sur 23 élus sur deux listes différentes soit 18 UC et 3 UNI, a été réélu maire avec les seules voix de l'UC).
- Hienghène : Daniel Goa (FLNKS-UC), maire depuis 2014 (19 sièges FLNKS sur 19 élus sur une liste).
- Houaïlou : Pascal Sawa (FLNKS-UC), maire depuis 2014 (16 sièges FLNKS et une majorité de 21 sur 27 issus d'1 liste réunissant 3 listes du premier tours dont 2 du FLNKS soit 11 UC et 5 UNI à quoi s'ajoutent 5 du Parti travailliste).
- Kaala-Gomen : Hervé Tein-Taouva (FLNKS-UC), maire depuis 2014 (10 sièges FLNKS et une majorité de 15 sur 19 élus sur une liste réunissant 4 listes du premier dont 2 FLNKS, soit 7 UC et 3 UNI, à quoi s'ajoutent 3 du Parti travailliste et 2 Calédonie ensemble).
- Koné : Joseph Goromido (FLNKS-UNI-Palika), maire depuis 2001 (23 de la liste d'union FLNKS sur 29).
- Lifou : Robert Xowie (FLNKS-UC), maire de 1995 à 2001 et depuis 2014 (24 sièges sur 29 de la liste d'union FLNKS ouverte au LKS, au FDIL et à l'UC Renouveau).
- Maré : Pierre Ngaiohni (FLNKS-UC), maire depuis 2014 (19 sièges FLNKS sur 29 issus de deux listes, celle de la nouvelle majorité de 21 élus dont 17 FLNKS unissant 11 UC tendance Ngaiohni et 6 Palika alliés à 4 travaillistes, opposés à 4 élus soit 2 UC tendance Yeiwéné et 2 dissidents du Parti travailliste).
- Ouégoa : Jacques Wahio (FLNKS-UNI-Palika), maire depuis 2014 (18 sièges FLNKS sur 19 issus de deux listes, celle de la nouvelle majorité de 15 élus unissant 2 listes du premier tour soit 8 UNI et 7 UC, opposés à une liste dissidente de l'UC menée par le maire sortant Joël Carnicelli qui a gagné trois sièges).
- Ouvéa : Boniface Ounou (FLNKS-UNI-Palika), maire de 2001 à 2008 et depuis 2014 (21 sièges FLNKS sur 23 issus de deux listes soit 17 Palika qui forment seuls la majorité et 4 UC qui sont dans l'opposition).
- Poindimié : Paul Néaoutyine (FLNKS-UNI-Palika), maire depuis 1989 (22 de la liste d'union FLNKS sur 27).
- Ponérihouen : Pierre-Chanel Tutugoro (FLNKS-UC), maire depuis 2014 (16 sièges FLNKS sur 19 issus de 2 listes, soit 14 d'une liste d'union UC-Palika et 2 de l'UPM).
- Pouébo : Jean-Baptiste Dalap (FLNKS-UC), maire depuis 2014 (16 sièges FLNKS sur 19 issus de deux listes soit 14 UC et 2 élus du Palika).
- Poum : Henriette Tidjine-Hmae (FLNKS-UC), maire depuis 2008 (15 sièges FLNKS sur 15 issus de deux listes dont 12 de la majorité unissant 2 listes du premier dont 9 de l'UC tendance Tidjine-Hmae et 3 de l'UPM tendance Porou, et une liste d'opposition soutenue officiellement par le FLNKS de 3 élus).
- Thio : Jean-Patric Toura (FLNKS-UC), maire depuis 2014 (20 sièges FLNKS sur 23 issus de deux listes, celle de la majorité UC-Palika de 18 sièges et une de l'UPM qui a obtenu 2 élus).
- Touho : Alphonse Poinine (FLNKS-UNI-Palika), maire depuis 2003 (16 sièges FLNKS sur 19 issus de 2 listes, soit 14 de la liste officielle d'union FLNKS et 2 Palika dissidents).
- Voh : Guigui Dounehote (FLNKS-UNI-Palika), maire depuis 1995 (14 sièges FLNKS sur 19 tous issus d'une liste uniquement UNI).
- Yaté : Adolphe Digoué (FLNKS-UNI-Palika), maire de 2001 à 2008 et depuis 2014 (16 sièges FLNKS sur 19 issus de deux listes, dont 15 de celle d'union Palika-UC et 1 de l'UPM).

Le FLNKS a également détenu, entre 2014 et 2015, la mairie de l'Île des Pins, avec pour première magistrate Sarah Vendégou (FLNKS-UC), maire depuis 2014, et 15 sièges FLNKS sur 19 élus sur une liste réunissant deux listes du premier tour, soit 8 UC et 7 Palika. Cependant, des divisions voient rapidement le jour entre les élus de ces deux composantes, entraînant la démission en octobre 2015 des conseillers issus du Palika, suivis par ceux de l'opposition non-indépendantiste du Rassemblement (à l'exception du grand-chef, sénateur et ancien maire Hilarion Vendégou). Des élections municipales anticipées sont alors organisées les 6 et 13 décembre 2015, et cette fois-ci les deux listes issues du FLNKS, celle de l'UC menée par Nicodème Kouathé et la maire sortante Sarah Vendégou et celle du Palika de Marie-Hélène Kohnu, ne réussissent pas à s'entendre pour fusionner. La commune est alors reconquise par les non-indépendantistes de Hilarion Vendégou.